# موش شالیزار
موش شالیزار (نام علمی: Rattus argentiventer) نام یک گونه از سرده موش صحرایی است. موش شالیزار در سراسر جنوب شرق آسیا زندگی می‌کند.

## توصیف
موش شالیزار موشی میان‌جثه است با خز زرد-قهوه‌ای جوگندمی و مشکی است. شکم آن در خط وسط خاکستری و در دو طرف سفید است. دم به‌طور یکنواخت قهوه‌ای ملایم است. دندان پیشین آنها شبیه به اسکنه هستند. موش شالیزار بین ۳۰۴ تا ۴۰۰ میلی‌متر طول دارد. طول دم آن ۱۴۰–۲۰۰ میلی‌متر و طول جمجمه‌اش ۳۷–۴۱ میلی‌متر است. متوسط وزن موش شالیزار حدود ۹۷ تا ۲۱۹ گرم است. ماده‌ها ۱۲ پستان دارند. جوان‌ترها در جلوی هر گوش یک کاکل نارنجی‌رنگ دارند.

## رفتار
موش شالیزار در گروه‌های بزرگ زندگی می‌کند که یک نر حاکم و یک ماده دارای رتبه بالا در آن حضور دارند. هنگامی که به موش‌های شالیزار حمله شود یا در زمان اضطراب، صدای جیر جیر و سوت از آن‌ها شنیده می‌شود. خوراک‌های اصلی موش شالیزار شامل موریانه‌ها، حشرات، ملخ، حلزون، دانه‌های روغنی، برنج، سبزیجات و میوه است. آنها شب‌ها تغذیه می‌کنند و به‌طور فعال در غروب و سپیده‌دم حرکت می‌کنند. در طول روز، می‌توان آنها را در بین گیاهان، علف‌های هرز یا کشتزارهای نورُسته مشاهده کرد. دوران بارداری موش شالیزار ۳ هفته است و هر بار حدود ۵ تا ۱۰ بچه‌موش می‌زاید.

## زیستگاه
موش‌های شالیزار در درجه اول در کشتزارهای برنج و در مراتع زندگی می‌کنند. این گونه از موش تا حد زیادی به کشاورزی انسانی وابستگی دارد. موش شالیزار در شیارهای خاک، زیر صخره‌ها و در الوارها پناه می‌گیرد.

## پراکنش
موش شالیزار در سرتاسر آسیای جنوب شرقی یافت می‌شود شامل منطقه هندوچین، تایلند، شبه جزیره مالزی، اندونزی، فیلیپین و گینه نو و در این مناطق آفت اصلی جونده در مزارع برنج است.
در برخی مناطق روستایی تایلند و کامبوج و ویتنام اهالی گوشت این موش‌ها را می‌خورند. بازار گوشت موش شالیزار رو به رشد است که بیشتر صادرات آن به ویتنام می‌رود. فصل صید موش پس از برداشت برنج در ماه ژوئن و ژوئیه یعنی هنگامی که موش‌ها غذای کمی برای خوردن دارند، به اوج خود می‌رسد. این کمبود غذا همزمان با باران‌های فصلی است که جوندگان را به سمت زمین‌های مرتفع‌تر می‌کشد، جایی که اهالی تله‌هایی برای گرفتن آن‌ها قرار می‌دهند.